# Pristimantis hampatusami
Pristimantis hampatusami é uma espécie de anfíbio anuros da família Strabomantidae. Está presente no Equador. A UICN classificou-a como em perigo crítico.